# Golden Sun
Golden Sun (黄金の太陽 開かれし封印?, Ōgon no Taiyō Hirakareshi Fūin, Golden Sun: Il Sigillo Spezzato) è un videogioco di ruolo alla giapponese sviluppato dalla Camelot Software Planning per Game Boy Advance.
La storia di Golden Sun segue le vicende di una banda di adolescenti con poteri magici chiamati Adepti. Gli Adepti sono in missione per proteggere il mondo di Weyard dal ritorno dell'alchimia, un potere potenzialmente distruttivo sigillato molto tempo fa. Durante la loro ricerca, gli Adepti sviluppano nuove abilità magiche (chiamate Psinergie), assistono gli altri e imparano di più sul motivo per cui l'alchimia è stata sigillata. Golden Sun è stato seguito da un sequel, L'era Perduta, che segue la prospettiva degli antagonisti.
Il gioco è stato molto apprezzato dalla critica: Craig Harris di IGN ha affermato che Golden Sun "è probabilmente uno dei migliori giochi di ruolo giapponesi in 2D creati per qualsiasi sistema". Il gioco ha riscosso un notevole successo commerciale e ha venduto più di un milione di copie in Giappone e negli Stati Uniti, dando vita a una serie che include tre giochi e alcune apparizioni in altri media. Golden Sun è stato ripubblicato per Virtual Console tramite l'eShop Wii U nell'aprile 2014. Insieme al suo seguito è incluso nel pacchetto aggiuntivo di Nintendo Switch Online.

## Trama

Immagine raffigurante i quattro protagonisti del gioco.

Il potere dell'alchimia a Weyard ha, in passato, consentito lo sviluppo di grandi civiltà. Tuttavia, questo periodo florido alla fine lasciò il posto a un conflitto mondiale che si placò solo rinunciando all'alchimia. Le chiavi per sbloccare Alchemy, le quattro Stelle Elementali che detengono il puro potere dei quattro elementi, sono nascoste all'interno del santuario di montagna, il Monte Aleph, che a sua volta è sorvegliata dalla città di Vale alla base della montagna. Nel prologo del gioco, Saturos e Menardi, con l'aiuto di un gruppo di razziatori, assaltano il Monte Aleph con l'intenzione di impadronirsi degli Astri Elementali, ma falliscono nel tentativo. L'incursione scatena tuttavia una catastrofe che conduce alla morte del padre di Isaac e dei genitori di Jenna e a dare per disperso Felix.
Tre anni dopo, Isaac, Garet e Jenna si uniscono al loro insegnante, Kraden, nelle sue ricerche sul Monte Aleph. Saturos e Menardi, ora assistiti da Alex e un superstite Felix, ne approfittano per tentare nuovamente l'assalto alla montagna, costringendo Isaac a cedere loro tre delle quattro stelle. Il vulcano erutta prima che possano recuperare l'ultima stella, ma prima di fuggire riescono a prendere Jenna e Kraden come ostaggi. Il guardiano del Monte Aleph, il Saggio, appare davanti a Isaac e Garet e ordina loro di impedire al gruppo di Saturos di collocare gli Astri Elementali nei rispettivi Fari di Weyard; se ciò dovesse accadere, l'Alchimia verrebbe ripristinata scatenando nuovamente conflitti e guerre.
Isaac e Garet inseguono il gruppo di Saturos al Faro di Mercurio, insieme a Ivan e Mia, due Adepti incontrati lungo la strada. Nonostante i loro sforzi, non riescono a impedire a Saturos di attivare il Faro di Mercurio. Il gruppo di Saturos parte per il prossimo Faro con il gruppo di Isaac che rimane all'inseguimento. Nell'inseguimento che segue, Isaa ccscopre che Saturos ha preso in ostaggio un altro Adepto: l'Adepta di Giove Saba. Saturos e Menardi attivano il Faro di Venere con la Stella di Venere, e subito dopo si confrontano con il gruppo di Isaac. Tentando di annientare i loro avversari, Saturos e Menardi si uniscono magicamente per formare un enorme drago a due teste, ma il gruppo di Isaac riesce comunque a ucciderli. Subito dopo, Sheba cade dal faro e Felix le salta fuori. I resti del gruppo di Saturos, guidato da Felix e Alex, continuano la loro ricerca per accendere i restanti due fari, con Jenna, Sheba e Kraden ancora con loro. Il gioco termina quando il gruppo di Isaac sale a bordo di una nave e naviga nel mare aperto di Weyard per continuare la loro missione.

## Modalità di gioco

La forma di magia di Golden Sun, la Psinergia, può essere usata dentro e fuori dal combattimento. In questo caso viene utilizzata per creare un percorso di pilastri di ghiaccio da pozzanghere d'acqua.

Golden Sun è un videogioco di ruolo in cui il giocatore controlla quattro ragazzi che viaggiano attraverso un mondo a tema fantasy, interagiscono con altri personaggi, combattono mostri, acquisiscono abilità e oggetti sempre più potenti e portano avanti la narrazione. Sebbene molte delle azioni del giocatore siano obbligatorie, Golden Sun spesso consente al giocatore di visitare luoghi già incontrati e completare determinati obiettivi in un ordine diverso da quello standard.
La maggior parte del tempo trascorso al di fuori della battaglia si svolge in dungeon, grotte e altri luoghi, che spesso presentano enigmi che richiedono al giocatore di eseguire una serie di azioni, come creare ponti improvvisati spingendo dei tronchi nei fiumi o spostare il binario di un carrello minerario per accedere a nuove aree. Molti di questi enigmi richiedono l'uso della forma di magia caratteristica del gioco, detta "Psinergia". Ciò lo pone in controtendenza rispetto alla maggior parte dei giochi di ruolo, che spesso limitano la magia all'interno delle battaglie permettendo solo gli incantesimi di cura all'esterno di esse. Uno stesso incantesimo, tuttavia, ha effetti diversi a seconda del momento; per esempio, l'incantesimo "Turbine" che in battaglia permette di danneggiare i nemici viene utilizzato anche fuori di essa per rimuovere il fogliame che ostacola il percorso del giocatore.

### Djinn e battaglie
Golden Sun prevede sia incontri casuali che battaglie obbligatorie contro i boss che fanno avanzare la storia. Quando inizia una battaglia, viene visualizzata una schermata separata in cui il gruppo del giocatore affronta il nemico. Durante una battaglia, i personaggi e lo sfondo ruotano per offrire un effetto pseudo-tridimensionale. Il giocatore viene sconfitto se i Punti Salute di ogni personaggio vengono ridotti a zero; se ciò accade, il gruppo tornerà nell'ultima città o sotterraneo visitato. Dopo aver vinto una battaglia, i giocatori ricevono punti esperienza, denaro e occasionalmente oggetti.
Una delle caratteristiche più distintive di Golden Sun è la possibilità di utilizzare i Djinn, creature che rappresentano l'incarnazione degli elementi e che possono essere catturate se sconfitte in battaglia. Essi costituiscono la base del miglioramento delle statistiche del gioco, così come il sistema che determina le capacità di Psinergia del personaggio. Associare diversi Djinn a personaggi diversi modifica la classe di quel personaggio, influenzandone i punti ferita, i punti Psinergia e altre statistiche, oltre a determinare quale Psinergia il personaggio è in grado di eseguire.
Djinn può essere "piazzato" su un giocatore o messo in "Standby". Quando un Djinni è piazzato, fornisce bonus alle statistiche del personaggio a cui è assegnato e può cambiare la classe del personaggio o la Psinergia utilizzabile. I Djinn piazzati hanno anche abilità che possono essere utilizzate in battaglia per attaccare, curare o in generale influenzare la battaglia, tuttavia l'uso di queste abilità fa sì che il Djinn passi alla modalità Standby. Ci sono sette Djinn di ogni elemento, e questi Djinn possono essere combinati e abbinati ai quattro personaggi, consentendo una vasta gamma di possibili configurazioni e di opzioni di combattimento.

## Sviluppo
Camelot Software Planning ha impiegato 12-18 mesi per sviluppare Golden Sun, un tempo lungo per un videogioco portatile. Nell'agosto 2000, Camelot ha mostrato una versione iniziale ma giocabile al Nintendo Spaceworld Expo in Giappone.
Camelot inizialmente aveva pianificato di creare un singolo titolo invece di una serie, e nelle primissime fasi del loro progetto avevano creato un documento di progettazione del gioco per l'unico gioco Golden Sun per Nintendo 64. Quando divenne evidente che quest'ultimo sarebbe stato sostituito dal Nintendo GameCube, Camelot spostò la propria attenzione sulla creazione di un gioco per Game Boy Advance. Golden Sun fu inizialmente pensato per essere un gioco singolo, ma a causa dei limiti di dimensione della cartuccia e del desiderio degli sviluppatori, venne ampliato per poter essere suddiviso in due giochi, Golden Sun e Golden Sun: L'era perduta. Lo sceneggiatore Hiroyuki Takahashi e il director Shugo Takahashi avevano già progettato Shining Force III, in cui la storia prevedeva di giocare attraverso le prospettive di entrambi i personaggi "buoni" e "cattivi". Ritenendo che fosse un modo efficace per trasmettere in modo completo un mondo di gioco immaginario, incorporarono tale stratagemma nella serie Golden Sun, facendo in modo che il giocatore controllasse i "buoni" in Golden Sun e alcuni degli antagonisti in l'era Perduta.

## Accoglienza
| Testata                           | Giudizio |
| --------------------------------- | -------- |
| GameRankings (media al 13-1-2012) | 89,10%   |
| Metacritic (media al 13-1-2012)   | 91/100   |
| Advance                           | 94%      |
| Cubed3                            | 9/10     |
| DarkZero                          | 9,6/10   |
| Eurogamer.net                     | 9/10     |
| Famitsū                           | 34/40    |
| FNintendo                         | 9/10     |
| G4                                | 5/5      |
| Game Informer                     | 8,5/10   |
| GamePro                           | 5/5      |
| GameSpot                          | 8,6/10   |
| Gamezone                          | 9,2/10   |
| Portable Review                   | 9/10     |
| Game Vortex                       | 90%      |
| Gaming Target                     | 8,9/10   |
| Jeuxvideo.com                     | 17/20    |
| Legendra                          | 7/10     |
| IGN                               | 9,7/10   |
| Nintendo Life                     | 8/10     |
| NintendoWorldReport               | 7/10     |
| Snackbar-Games.com                | 5/5      |
| The Next Level                    | A        |
| UOL Jogos                         | 10/10    |

Golden Sun è stato molto apprezzato dalla critica: molti revisori hanno infatti elogiato la grafica, il suono e il gameplay vario e raffinato, soffermandosi soprattutto sulla modalità Battaglia e sul sistema Djinn. Alcuni critici hanno ritenuto che, nonostante i limiti tecnici della sua cartuccia a 32 bit, la qualità grafica del gioco fosse comunque estremamente alta; GameSpot ha dichiarato che "Golden Sun è un ritorno ad alcuni dei migliori giochi per SNES". È stato però criticato per l'eccesso di dialoghi nelle cutscene, in particolare durante il prologo.
G4 ha dichiarato: "È il miglior gioco di ruolo originale GBA fino ad oggi", mentre GamePro lo ha definito un "gioco di ruolo enorme, fantastico, creativo e incredibilmente divertente a cui non sembra importare di essere "solo" su un GBA". Game Informer ha definito Golden Sun "un piacere per gli occhi" e ha affermato che la sua grafica "avrebbe stupito i possessori di Super Nintendo in passato". Notando la somiglianza del gioco con i precedenti giochi di ruolo giapponesi, i revisori credevano che fosse "senza dubbio il miglior gioco di ruolo originale per GBA" e il "nuovo sovrano nel regno dei giochi di ruolo GBA". Advance ha confrontato il gioco con quelli della serie Pokémon e ha considerato la sua grafica "succulenta" e il suono "incredibile e cinematografico" definendolo "il miglior gioco di ruolo portatile di sempre". La rivista ha tuttavia criticato la banalità della trama.
Nel 2001, Golden Sun è stato inserito nella categoria "Miglior gioco per Game Boy Advance" dell'anno di GameSpot e, tra i giochi per console, nelle categorie "Miglior gioco di ruolo". Nel 2007, è stato nominato 24° miglior gioco per Game Boy Advance in una classifica di IGN; Nintendo Power lo ha collocato in 31ª posizione nella lista dei migliori 200 giochi realizzati su una console Nintendo.
Golden Sun ha venduto 740 000 copie negli Stati Uniti e 338 000 in Giappone.